# Hood: Outlaws & Legends
Hood: Outlaws & Legends est un jeu vidéo d'action développé par Sumo Newcastle et édité par Focus Home Interactive. Le jeu est sorti le 10 mai 2021 sur Microsoft Windows, PlayStation 4, PlayStation 5, Xbox One et Xbox Series.
Le 24 septembre 2024, il est annoncé que le jeu ne sera plus disponible à la vente à partir du 16 octobre 2024 et que les serveurs fermeront le 18 février 2025.

## Système de jeu
Hood: Outlaws & Legends est un jeu vidéo d'action en multijoueur joué du point de vue de la troisième personne. Le joueur prend le contrôle l'un des quatre brigands, Robin, John, Marianne et Tooke, infiltre dans un donjon et affronte une équipe rivale pour voler le trésor caché dans un coffre-fort,, il doit d'abord voler la clé du Shérif de Nottingham, un boss du jeu. Une fois la clé acquisse, des indices sont donnés concernant l'emplacement du coffre-fort, bien que l'équipe adverse soit également informée. La furtivité est essentielle, car les gardes peuvent appeler des renforts et fermer certaines zones, rendant plus difficile l'accès au coffre-fort. L'équipe adverse peut également observer les comportements de l'IA et localiser l'équipe adverse.

## Développement
CCP Newcastle, le développeur d'Eve: Valkyrie, a été racheté par Sumo Digital à CCP Games en janvier 2018 et l'a renommé Sumo Newcastle,.
Les lieux du jeu ont été inspirés par des châteaux du monde réel tels que Douvres, Lindisfarne et Bamburgh, bien que l'équipe se soit également inspirée de lieux de Game of Thrones, tels que les Îles de Fer et Peyredragon. Les bâtiments et les structures du jeu ont également été inspirés par l'architecture brutaliste.
L'éditeur Focus Home Interactive a annoncé le jeu en mai 2020. Le jeu est sorti le 10 mai 2021 pour Windows, PlayStation 4, PlayStation 5, Xbox One et Xbox Series, bien que les joueurs qui ont précommandé le jeu bénéficieront d'un accès anticipé trois jours avant le lancement officiel.

## Accueil
Le jeu a reçu des « critiques mitigées ou moyennes » selon l'agrégateur de critiques Metacritic lors de sa sortie,,.
Un journaliste de Jeuxvideo.com affirma que « malgré de sérieux problèmes d’équilibrage et de contenu, le titre offre quelques bons moments ».